# Lőrincz Vitus
Lőrincz Vitus (Istensegíts, 1933. szeptember 22. –) festő, iparművész.

## Életpályája
A bukovinai Istensegíts községben született 1933. szeptember 22-én. Nős, egy gyermeke van.
1940-ben és 1941-ben az öt bukovinai székely faluval együtt Bácskába telepítették át őket, majd 1944 őszén viszontagságos menekülés következtében el kellett hagyniuk otthonukat. 1945-ben Tolna megyében kezdték újra az otthonteremtést szüleivel és öt testvérével együtt.
Budapesten, a művészeti gimnáziumban érettségizett 1953-ban, majd tanulmányaimat a Képzőművészeti Főiskolán folytatta, ahol rajztanári oklevelet szerzett Jakuba János festőművész tanítványaként. Később a Magyar Képzőművészeti Főiskolán tanult.

## Munkássága
Tanulmányúton járt több európai országban is, Ausztriában hosszabban időzött, közben a festészetről a tűzzománc területére tért  át, 1964 óta főként ezt a technikát műveli. 
Munkái többnyire figurálisak, stílusa nagymértékben merít az erdélyi és a csángó népművészetből. 1957 óta vannak kiállításai, alkotásai – festmények, tűzzománcok, fafaragások – európai és tengerentúli magángyűjtemények féltett kincsei. Több művésztelep és alkotótábor (Nagymaros, Zsennye, Kecskemét, Zebegény) rendszeres résztvevője, az Apelles Alkotóközösség tagja.
2015-ben elnyerte a Magyar Érdemrend lovagkeresztje kitüntetést.

## Egyéni kiállításai
- 1962 • Pécs
- 1964 • Fiatal Művészek Klubja, Budapest
- 1967 • Munkácsy Terem, Békéscsaba
- 1971 • Miskolc
- 1974 • Galerie Romanum, Bécs
- 1975, 1979 • Szekszárd
- 1976 • Nagykőrös
- 1984 • Derkovits Terem, Budapest
- 1993 • Csók Galéria, Budapest

## Válogatott csoportos kiállításai
- 1973 • Párizs
- 1974 • Tokió
- 1978 • Limoges
- 1982 • Moszkva • Szófia • Salgótarjáni Zománcművészeti Biennálé • Pest megyei Nyári Tárlat • Szegedi Nyári Tárlat
- 1987 • Kecskeméti Zománcművész Alkotótelep kiállítása
- 1988–89 • Műcsarnok, Budapest
- 1990 • Csontváry Terem, Budapest
- 1991 • Sedan (Franciaország)